# Zum Tempel der Weisheit
Die polnische Freimaurerloge Zum Tempel der Weisheit (auch: Świątynia Mądrości na wschodzie Warszawy) wurde 1805 von der Berliner Mutterloge in Warschau (Provinz Neuostpreußen) gegründet. 
Die Loge war deutsch- und polnischsprachig und wurde von Piotr Reych geleitet. Nach Gründung des Herzogtums Warschau wurde die Loge von der Loge Tempel der Isis 1809 übernommen. 